# Fearless (Pink Floyd)
Fearless è una canzone del 1971 del gruppo britannico Pink Floyd. Scritta da David Gilmour e Roger Waters, è la terza traccia dell'album Meddle.

## Descrizione
È stata pubblicata come lato B del singolo One of These Days in Italia e negli USA (ma non nel Regno Unito), e nel 1983 è stata inserita nella raccolta Works.
Particolarità della canzone è il fatto che, in conclusione del brano, alle note di chitarra si sovrappone il coro di You'll Never Walk Alone, inno sportivo di molte squadre inglesi. Non è un brano eseguito in studio, ma una registrazione dal vivo effettuata il 21 novembre 1970 allo stadio di Liverpool in occasione del derby tra le due squadre cittadine, Liverpool ed Everton. Il coro è intonato dai tifosi del Liverpool, al quale i supporter rivali rispondono gridando “Everton!!! Everton!!!”, che si sente sul finale di canzone.
Il testo del brano sembra ritrarre momenti di vita di persone con aspirazioni individuali molto distanti tra loro e con mancanza di empatia; emergono le figure del folle che ride in faccia ai passanti e del magistrato che aggrotta le sopracciglia.
Fearless  può  dirsi un primo tentativo di Roger Waters di esprimere le proprie preoccupazioni e i propri pensieri, idee dalle quali nasceranno capolavori come The Dark Side of the Moon e The Wall. Brain Damage, pubblicata nel 1973 in The Dark Side of the Moon, fu scritta contemporaneamente a Fearless.

## Cover
- Fish, Songs from the Mirror (1993)
- Tom Freund, A Fair Forgery of Pink Floyd (2003)
- Low, A Lifetime of Temporary Relief: 10 Years of B-Sides and Rarities (2004)
- String Cheese Incident, Live at Asheville (2004)
- The Ohsees, OCS 2 (2004)
- Mary Lou Lord, Baby Blue (2004)
- Shadow Gallery, Room V (2005)
- Ambulance LTD, New English EP (2006)
- Marco Benevento, Live at Tonic (2007)
- Gov't Mule, Dark Side Of The Mule (2014)
- The Magpie Salute, The Magpie Salute (2017)

## Formazione
- David Gilmour - chitarra, voce
- Roger Waters – basso elettrico, chitarra ritmica, voce
- Richard Wright – pianoforte elettrico
- Nick Mason – batteria, percussioni